# Phil Ivey
Phil Ivey (Riverside, 1º febbraio 1977) è un giocatore di poker statunitense.
In carriera ha vinto 11 braccialetti WSOP e un titolo del World Poker Tour.
Annoverato tra i giocatori più forti di tutti i tempi, nel 2017 è entrato a far parte della Poker Hall of Fame

## Carriera
Considerato uno dei più forti giocatori di sempre, vanta oltre $45.000.000 di vincite. Giocatore eclettico, riesce ad eccellere in tutte le varianti di poker, come dimostra il decimo braccialetto, vinto in un torneo Eight Game Mix. Ivey risulta al secondo posto nella classifica dei giocatori con più braccialetti WSOP, con 11 successi sorpassando leggende del poker come Johnny Chan e Doyle Brunson; dietro solo a Phil Hellmuth, primo a quota 17 braccialetti.
Tra le specialità di Ivey ci sono i tornei "High Roller": nel 2004 è arrivato terzo nel "Poker Superstars Invitational Tournament" di Las Vegas vincendo $400.000. Nel 2005 ha trionfato in pochi giorni in due differenti tornei: prima nel "$25.000 No Limit Hold'em" ottenendo un premio da $1.000.000 e poi nel "$120.000 Full Tilt Poker Invitational" per una vincita di $600.000, entrambi a Monte Carlo. Nel 2010 si è fermato al secondo posto nel "$100.000 Challenge" dell'Aussie Millions, vincendo oltre $550.000 mentre nel 2012 è arrivato ottavo nel torneo "Super High Roller" di Macao per un premio di oltre $820.000. Inoltre, Ivey ha vinto per tre volte il "$250,000 Challenge" dell'Aussie Millions: nel 2012, nel 2014 e nel 2015 vincendo rispettivamente $2.058.948, $3.582.753 e $1.710.854.
Sempre nel 2012 è stato citato in tribunale dal casinò Borgata per una presunta truffa ad un tavolo di Baccarà, fatto preparare apposta per il giocatore in partite private. La battaglia legale durata cinque anni si è conclusa con la vittoria del casinò e l'obbligo di restituire i quasi 10 milioni di dollari vinti al tavolo.
Nel 2008 ha vinto il torneo "$9.900 + $100 No Limit Hold'em - Championship Event" della tappa del World Poker Tour a Los Angeles guadagnando oltre $1.500.000.
Phil Ivey ha vinto oltre $3.300.000 nei soli tornei WPT e oltre $6.100.000 nei tornei WSOP.
Ha partecipato per più stagioni a programmi televisivi statunitensi quali Poker After Dark, High Stakes Poker, Million Dollar Cashgame.
Attualmente è 7 nella all time money list con vincite nei tornei live pari a 26'267'284 usd
Attualmente Risulta il giocatore più vincente nel cash game online, secondo il sito hight stakes db, che traccia le sessioni cash game online da un minimo di blind 25/50 a salire il suo guadagno risulta 19'242'744 usd 

## Braccialetti delle WSOP
| Anno      | Torneo                             | Premio   |
| --------- | ---------------------------------- | -------- |
| 2000      | $2.500 Pot Limit Omaha             | $195.000 |
| 2002      | $2.500 7 Card Stud Hi/Lo           | $118.440 |
| 2002      | $2.000 S.H.O.E.                    | $107.540 |
| 2002      | $1.500 7 Card Stud                 | $132.000 |
| 2005      | $5.000 Pot Limit Omaha             | $635.603 |
| 2009      | $2,500 No-Limit 2-7 Draw Lowball   | $96,367  |
| 2009      | $2,500 Omaha/Seven Card Stud Hi/Lo | $220,538 |
| 2010      | $3.000 H.O.R.S.E.                  | $329.840 |
| APAC 2013 | $2.000 Mixed Game                  | $51.840  |
| 2014      | $1.500 Eight Game Mix              | $167.332 |
| 2024      | $10.000 Limit 2-7 triple draw      | $347.440 |

## Titoli WPT
| Anno | Torneo                     | Premio     |
| ---- | -------------------------- | ---------- |
| 2008 | $10.000 L.A. Poker Classic | $1.596.100 |